# Chamar
Pour l’article homonyme, voir Chamar (sommet).
Les chamars sont l'une des communautés intouchables de l'Inde, ou dalits, qui sont maintenant classifiées comme une caste répertoriée sous le système moderne de discrimination positive du pays. En tant qu'intouchables, ils sont en dehors du système de classement rituel hindou connu sous le nom de varna. On les trouve principalement dans les États du nord de l'Inde, au Pakistan et au Népal. Traditionnellement associés à l'artisanat du tannage, Ramnarayan Rawat affirme qu'ils étaient historiquement des agriculteurs.
Selon le recensement décennal de 2011, les chamars représentent environ 14% de la population de l'Uttar Pradesh et 12 % de celle du Pendjab .